# Najbolji hrvatski tamburaši
Najbolji hrvatski tamburaši, do 1996. poznati kao Zlatni dukati, hrvatski su tamburaški sastav.

## Povijest sastava
Sastav djeluje od 1983. godine, kada su se na tadašnjoj glazbenoj sceni pojavili s albumom Ni sokaci nisu što su nekad bili u izdanju Jugotona, a u sastavu: 
- Zoran Bucković – prim
- Stanko Šarić – basprim
- Zdravko Šljivac – basprim
- Željko Miloš (Jinx) – čelo
- Mario Pleše – kontra
- Mata Lukačević – bas
- Marijan Majdak – vokalni solist

U ovom sastavu grupa djeluje jednu sezonu, da bi dvojica članova, Mato Lukačević i Stanko Šarić, nastavili nastupati pod imenom Zlatni dukati udruživši se sa skupinom tamburaša iz svog rodnog mjesta Štitara. Predvođeni Šimom Dominkovićem, ekipa u sastavu: Andrija Miličić, Mato Miličić, Mirko Gašparović, Josip Dominković, Mato Lukačević i Stanko Šarić, a nešto kasnije im se pridružuje i Hrvoje Majić, do 1985. godine nastupa u okolici Županje, kada se zbog nesuglasica razilaze. Godinu dana kasnije Mato Lukačević u suradnji s Krešimirom Bogutovcem – Stipom ponovno okuplja ekipu u sastavu:
- Petar Nikolić – violina
- Hrvoje Majić – prim
- Mirko Gašparović – basprim
- Krešimir Bogutovac (Stipa)[1] – basprim
- Mato Miličić (Pišta) – kontra
- Mato Lukačević – bas

Ovaj sastav također nastupa u županjskom kraju, a posebno je bio značajan stalni angažman u taverni restorana „Kristal” gdje sastav nastupa 1986. i 1987. godine. Krajem 1986. godine u sastav ponovno ulazi Stanko Šarić, a iz sastava izlazi Petar Nikolić te je u ljeto 1987. godine sastav krenuo u nastupe diljem Hrvatske, uz pomoć tadašnje glazbene agencije „Lira” iz Čakovca. Iste godine je dogovorena suradnja sa skladateljem Josipom Ivankovićem, a rezultat je bio album Nek zvone tambure koji je objavljen 1988. godine. Nakon neslaganja s načinom suradnje s Josipom Ivankovićem, sredinom 1988. godine iz grupe odlazi Krešimir Bogutovac Stipa, a preostala petorka nastavlja suradnju s Ivankovićem iz koje je proizašao niz albuma.
Na turneji u organizaciji Hrvatske bratske zajednice iz SAD-a rodila se ideja za snimanje albuma domoljubnih pjesama Hrvatska pjesmarica, koji značajno doprinosi popularizaciji sastava i tamburaške glazbe općenito, što je ujedno bio i velik doprinos grupe u oslobađanju nacionalnog duha te razvoju i uspostavljanju demokratskih odnosa u tadašnjoj socijalističkoj Republici Hrvatskoj. Nakon velikosrpske agresije na Hrvatsku, 1991. godine sastav i dalje snima tzv. „ratne pjesme”, tj. album U meni Hrvatska, koji je po mišljenju vojnih stručnjaka u to vrijeme podizao moral hrvatskih branitelja i civila.
Suradnja s Josipom Ivankovićem okončana je 1996. godine nakon sve učestalijih razmirica i sukobljavanja, koje još uvijek čekaju na sudski epilog zbog Ivankovićevih tužbi i zahtjeva. Zbog navedenog sastav 1997. godine, na prijedlog predstavnika izdavačke kuće Croatia Records, mijenja ime u Najbolji hrvatski tamburaši. Unatoč promjeni imena, sastav i dalje nastavlja s radom i to uspješno, rezultat čega su i albumi Vranac (zadnji objavljen pod imenom „Zlatni dukati”), Nek me pamte gradovi, Hrvatske pjesme iz Bosne i Hercegovine, Sedam dana, Divne godine, Tamburica od javora suva, Sretan Božić i Nostalgija.
Godine 1999. sastav pogađa samoubojstvo dugogodišnjeg primaša Hrvoja Majića, nakon kojega preostali članovi sastava nastavljaju s radom. Na mjesto pokojnog Hrvoja Majića u grupu dolazi Denis Špegelj iz Virovitice, koji zamjenjuje pokojnog Majića od albuma Sedam dana.
U lipnju 2006. godine u sastav ulazi novi član, čelist Krunoslav Golubičić te od njegova dolaska NHT djeluje u sastavu:
- Stanko Šarić – basprim 1, glavni vokal
- Denis Špegelj – prim
- Mirko Gašparović – basprim 2
- Krunoslav Golubičić – čelo
- Mato Miličić (Pišta) – kontra
- Mato Lukačević – bas

U srpnju 2007. godine sastav je proslavio 20 godina rada. S tom obljetnicom poklopio se i izlazak dviju zlatnih kolekcija u izdanju Croatia Recordsa, koje sadrže presjek dotadašnjeg djelovanja sastava.
Idući album Slavonijo, biseru Hrvatske objavljen je 2010. godine. Riječ je o prvom albumu sastava koje je nagrađen diskografskom nagradom Porin u kategoriji „Najbolji album tamburaške glazbe”, dok je pjesma „Što te Sokol nije volio” osvojila nagradu u kategoriji „Najbolja folklorna pjesma”.
2012. godina bila je u znaku proslave 25 godina profesionalnog djelovanja sastava. Tim je povodom 14. studenoga održan slavljenički koncert u Koncertnoj dvorani Vatroslava Lisinskog u Zagrebu. Koncert je ciljano održan dva dana uoči konačne presude Haaškog suda generalima Anti Gotovini i Mladenu Markaču te četiri dana uoči obilježavanja godišnjice okupacije Vukovara. Koncert je sadržajno bio posvećen tom trenutku pa se veliki dio repertoara odnosio na pjesme koje su oslikavale raspoloženje publike prema navedenim događajima. Koncert je iduće godine objavljen kao album uživo Najbolji hrvatski tamburaši – 25 godina.
Kasnije se sastav okreće objavi singlova popraćenih videospotovima. Riječ je o pjesmama: „Zaboravio bih”, „Bez tebe mi ne miriše cvijeće”, „Sve ću prodat sutra” i „Teško mi je bez Klobuka”.
Dne 24. studenoga 2017. godine održali su slavljenički koncert povodom 30 godina rada u Dvorani Lisinski u Zagrebu. Ubrzo nakon toga objavljen je album s pjesmama s koncetra.

## Članovi sastava
- Stanko Šarić – prvi basprim, glavni vokal
- Mata Lukačević – begeš
- Krunoslav Golubičić – tamburaško čelo
- Mato Miličić (Pišta) – kontra
- Mirko Gašparović – drugi basprim
- Denis Špegelj – prim

Bivši članovi:
- Mario Pleše
- Zoran Bucković
- Zdravko Šljivac
- Željko Miloš
- Marijan Majdak
- Petar Nikolić
- Hrvoje Majić
- Krešimir Stipa Bogutovac
- Šima Dominković
- Andrija Miličić
- Josip Dominković

## Diskografija
§ – obrade

### Studijski albumi

#### Zlatni dukati
- Ni sokaci nisu što su nekad bili (1983., Jugoton)
- Nek zvone tambure (1988., Jugoton)
- Pjevaj kad duša boli (1989., Jugoton)
- Hrvatska pjesmarica (1989., ??) §
- Dao bih zlatne dukate (1990., Jugoton)
- Horvatska domovina (1990., Croatia Records) §
- U meni Hrvatska (1991., Croatia Records) § uz autorske pjesme
- Klasika (1991., Croatia Records) §
- Da su meni krila laka (1993., Croatia Records)
- Sretan Božić (1993., Croatia Records) §
- Starogradska pjesmarica (1994., Croatia Records) § uz autorske pjesme
- Od dvora do dvora (1994., Croatia Records)
- Suživot (1995., Croatia Records)
- Vranac (1996., Croatia Records)

#### NHT
- Nek me pamte gradovi (1998., Croatia Records)
- Hrvatske pjesme iz Bosne i Hercegovine (1999., Croatia Records) §
- Sedam dana (2001., Orfej, Croatia Records, Brodfest, Zlatne Žice)
- Divne godine (2003., Croatia Records)
- Tamburica od javora suva (2004., Croatia Records)
- Sretan Božić (2005., Croatia Records) § uz autorske pjesme
- Nostalgija (2007., Croatia Records)
- Slavonijo, biseru Hrvatske (2010., Croatia Records)
- 25 godina (2013., Mirna Aria)
- 21 lice ljubavi (2021., ??)

### Kompilacije

#### Zlatni dukati
- 16 zlatnih hitova (1992., Croatia Records)
- Prvi hitovi (2001., Croatia Records)
- Zlatna kolekcija-Zlatni dukati (2007., Croatia Records)

#### NHT
- Zlatna kolekcija-Najbolji hrvatski tamburaši (2007., Croatia Records)

### Nealbumske pjesme
popis pjesama koje je sastav snimio tijekom karijere, a koje se nisu našle ni na jednom albumu
- A ti se nećeš vratiti (2009.)
- Pjesmo naša (feat. Đuka Čaić, Mišo Kovač, Đani Stipaničev, Dražen Žanko, Mladen Grdović, Adam Končić & Vinko Coce) (2009.)
- Gdje su stare tambure (2008.)
- Zaštiti svoj san (feat. Giuliano) (2007.)
- Ljubavi jedina (2007.)
- Oj, pastiri (2004.)
- Zerdelija (2004.)
- Sveto tlo Hrvatsko (feat. Ivan Mikulić, Thompson & Tiho Orlić) (2002.)
- Slavonski konji (feat. Dario Plevnik & Time Out) (1999.)
- Ti nisi više kao prije (1997.)
- Kad me jednom krene karta (1997.)
- Tiho teče Drava (1995.)
- Fratello (feat. Pađen band) (1993.)
- Dalmatinski šajkaš (1992.)
- Otvori prozor (1992.)

## Vanjske poveznice
- Diskografija na stranicama sastava